# Xanthorhoe punctilineata
Xanthorhoe punctilineata là một loài bướm đêm trong họ Geometridae.